# Astragalus citrinus
Astragalus citrinus är en ärtväxtart som beskrevs av Aleksandr Andrejevitj Bunge. Astragalus citrinus ingår i släktet vedlar, och familjen ärtväxter.

## Underarter
Arten delas in i följande underarter:
- A. c. barrowianus
- A. c. citrinus
- A. c. khorasanicus